# (9990) Niiyaeki
(9990) Niiyaeki est un astéroïde de la ceinture principale.

## Description
(9990) Niiyaeki est un astéroïde de la ceinture principale. Il fut découvert le 30 septembre 1997 à Nanyo par Tomimaru Okuni. Il présente une orbite caractérisée par un demi-grand axe de 2,83 UA, une excentricité de 0,09 et une inclinaison de 2,1° par rapport à l'écliptique.